# Върайъти
„Върайъти“ (на английски: Variety) е седмично списание, основано през 1905 г. в Ню Йорк от Сайм Силвърман и с централа понастоящем в Лос Анджелис.
С възхода на филмовата индустрия всекидневното „Дейли Върайъти“ е основано през 1933 г. също от Силвърман. През 1998 г. в Ню Йорк е добавено всекидневното издание „Дейли Върайъти Готам“.